# Billy Eichner

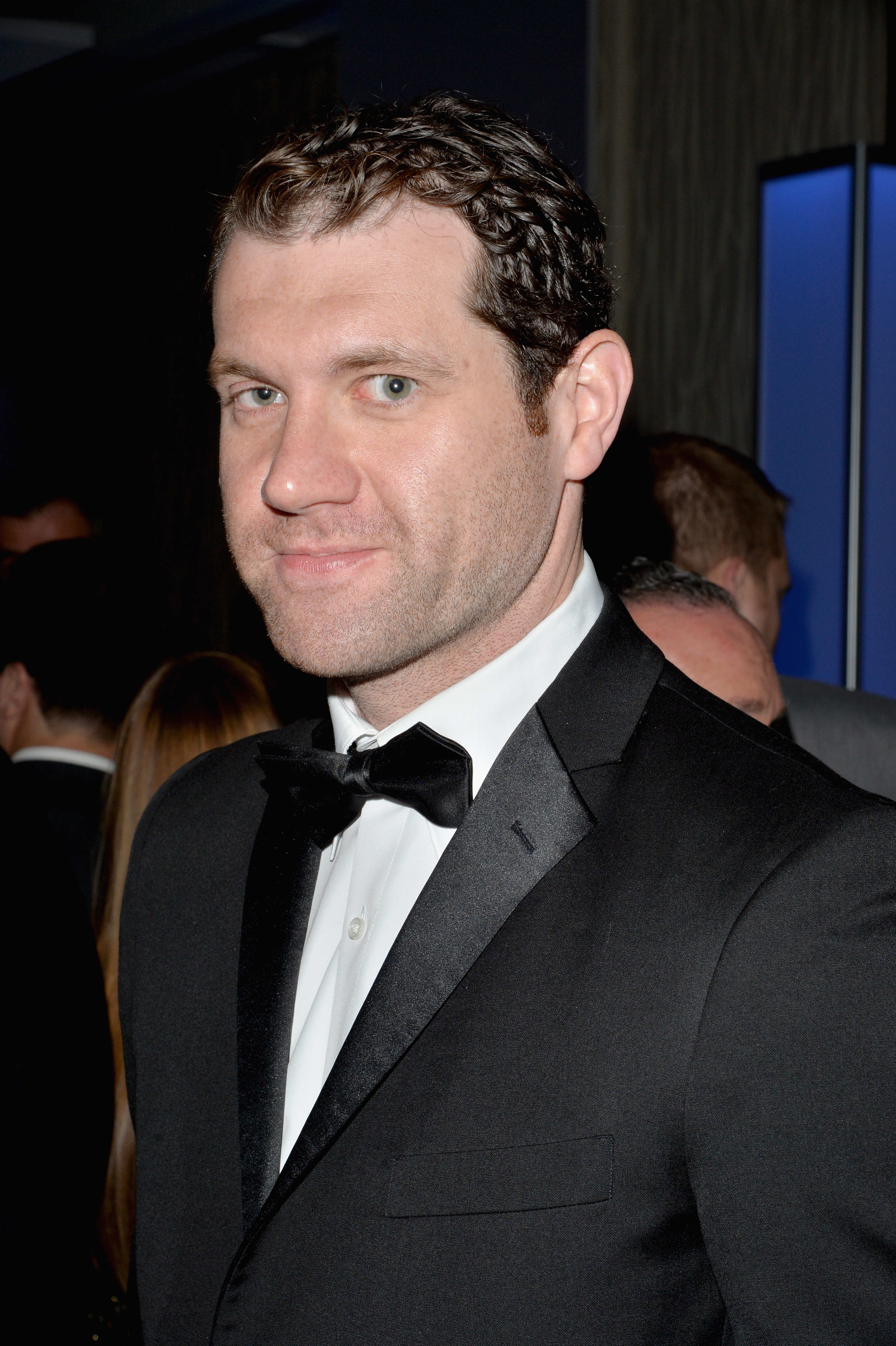
Billy Eichner, 2014

Billy Eichner (* 18. September 1978 in New York City) ist ein US-amerikanischer Schauspieler und Komiker.

## Leben
Eichner besuchte die Stuyvesant High School in Manhattan und studierte an der Northwestern University in Chicago. Eichner absolvierte eine Ausbildung zum Schauspieler. In verschiedenen Film- und Fernsehrollen war Eichner zu sehen.

## Filmografie (Auswahl)

### Film
| Jahr | Titel                              | Rolle                       | Anmerkungen   |
| ---- | ---------------------------------- | --------------------------- | ------------- |
| 2008 | Love Vegas                         | Band Leader                 |               |
| 2010 | The Charlie Sheen Is Too Damn High | Timmy McMillan              | Kurzfilm      |
| 2013 | Glitter and Ribs                   | Taylor Swift                | Kurzfilm      |
| 2014 | Die Pinguine aus Madagascar        | New York Reporter (Stimme)  |               |
| 2015 | Sleeping With Other People         | SLAA Speaker                |               |
| 2016 | Angry Birds – Der Film             | Chef Pig / Phillip (voices) |               |
| 2016 | Bad Neighbors 2                    | Oliver Studebaker           |               |
| 2018 | Most Likely to Murder              | Speigel                     |               |
| 2019 | Der König der Löwen                | Timon (Stimme)              |               |
| 2020 | Noelle                             | Gabriel Kringle             |               |
| 2022 | Bros                               | Bobby Leiber                | auch Drehbuch |
| 2024 | Mufasa: Der König der Löwen        | Timon (Stimme)              |               |

### Fernsehen
| Jahr      | Titel                              | Rolle                  | Bemerkungen                                    |
| --------- | ---------------------------------- | ---------------------- | ---------------------------------------------- |
| 2011–2017 | Billy on the Street                | als er selbst          |                                                |
| 2013–2015 | Parks and Recreation               | Craig Middlebrooks     | 17 Folgen                                      |
| 2013–2017 | Bob’s Burgers                      | Mr. Ambrose (Stimme)   | 9 Folgen                                       |
| 2014      | The Millers                        | Leon                   | Folge: Movin’ Out (Carol’s Song)               |
| 2014      | New Girl                           | Barry                  | Folge: LAXmas                                  |
| 2015–2017 | Difficult People                   | Billy Epstein          | 28 Folgen                                      |
| 2016      | Last Week Tonight with John Oliver | als er selbst          | Folge: Retirement Plans and Financial Advisors |
| 2016      | Unbreakable Kimmy Schmidt          | als er selbst          | Folge: Kimmy Meets a Drunk Lady!               |
| 2016      | Hairspray Live!                    | Rob Barker             | Fernsehspecial                                 |
| 2017–2019 | Friends from College               | Dr. Felix Forzenheim   | 13 Folgen                                      |
| 2017      | Carpool Karaoke: The Series        | als er selbst          | Folge: Billy Eichner & Metallica               |
| 2017      | American Horror Story: Cult        | Harrison Wilton        | 6 Folgen                                       |
| 2017      | American Horror Story: Cult        | Tex Watson             | Folge: Charles (Manson) in Charge              |
| 2018      | RuPaul’s Drag Race                 | als er selbst          | 1 Folge (Staffel 10)                           |
| 2018      | American Horror Story: Apocalypse  | Brock                  | 3 Folgen                                       |
| 2018      | American Horror Story: Apocalypse  | Mutt                   | 3 Folgen                                       |
| 2018      | Die Simpsons                       | Billy (Stimme)         | Folge: Krusty the Clown                        |
| 2018      | Family Guy                         | als er selbst (Stimme) | Folge: Pawtucket Pete                          |
| 2019      | Grünes Ei mit Speck                | Mr. Bigman (Stimme)    | Folge: Boat                                    |

## Auszeichnungen und Preise (Auswahl)
| Jahr | Preis                                            | Kategorie                                                  | Nominierung(en)     | Ergebnis    | Quellen |
| ---- | ------------------------------------------------ | ---------------------------------------------------------- | ------------------- | ----------- | ------- |
| 2013 | Daytime Emmy Awards                              | Daytime Emmy Award for Outstanding Game Show Host          | Billy on the Street | Nominierung | [ 5 ]   |
| 2015 | Primetime Emmy Awards, 67. Primetime Emmy Awards | Outstanding Short-Format Live-Action Entertainment Program | Billy on the Street | Nominierung | [ 6 ]   |
| 2016 | Webby Awards                                     | Online Film & Video: Comedy, Individual Short or Episode   | Billy on the Street | Sieg        | [ 7 ]   |
| 2017 | Primetime Emmy Awards, 69. Primetime Emmy Award  | Primetime Emmy Award for Outstanding Variety Sketch Series | Billy on the Street | Nominierung | [ 8 ]   |